# Karow, Berlin

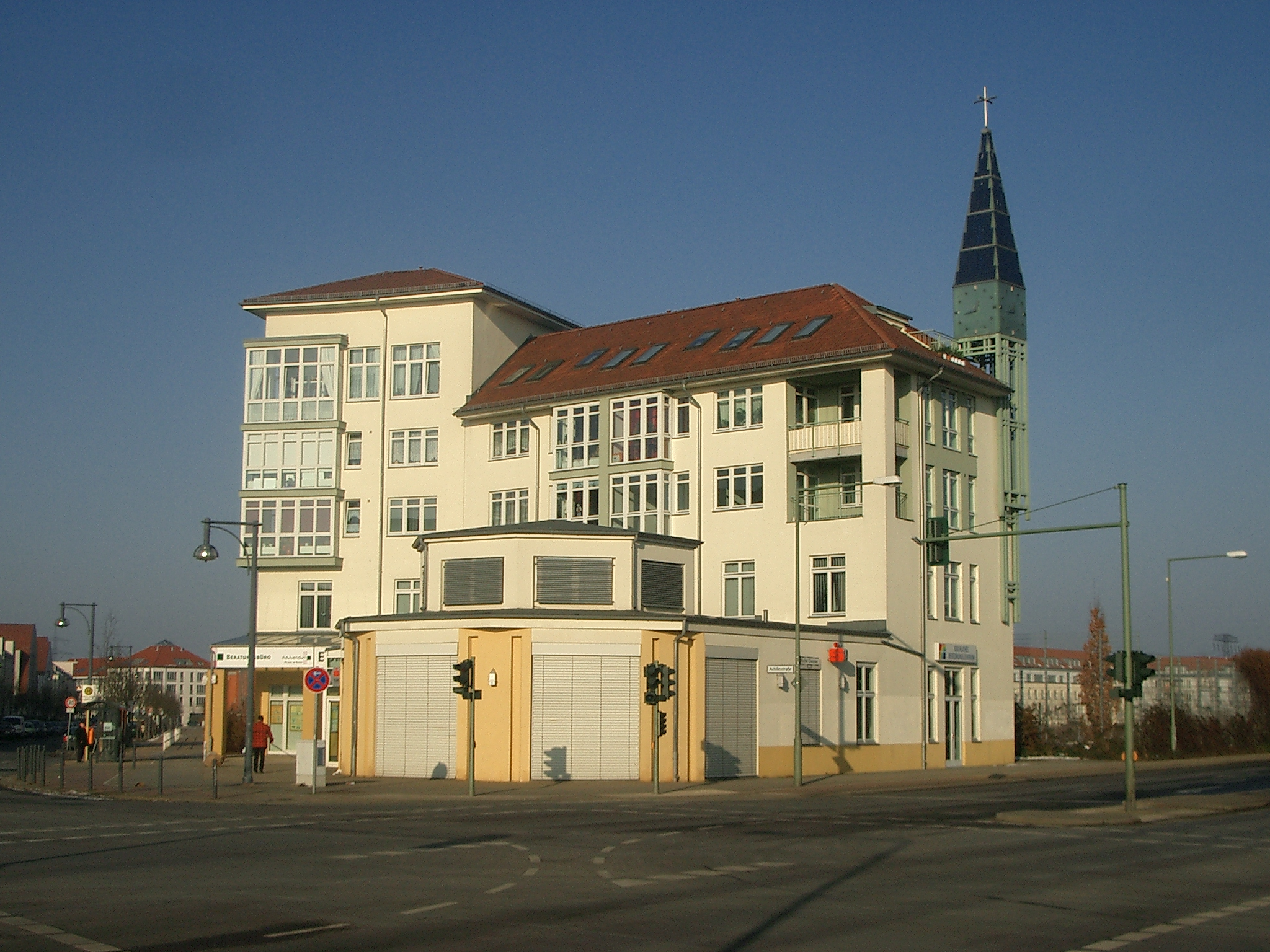
Neu-Karow

Karow är en stadsdel (Ortsteil) i nordöstra Berlin, tillhörande stadsdelsområdet Pankow. Stadsdelen har 18 662 invånare (år 2014).

## Geografi
Karow uppdelas i två distinkta delar: den södra omkring den gamla bykärnan, Alt-Karow, med övervägande äldre villabebyggelse, och den norra delen som inofficiellt kallas Neu-Karow, bestående av moderna hyreshus uppförda på 1990-talet.